# Wanda Sachelarie-Vladimirescu
Wanda Sachelarie-Vladimirescu (n. 24 ianuarie 1916, Constanța, România – d. 6 aprilie 2008) a fost o pictoriță și graficiană română. 
A fost fiica medicului Emil Sachelarie și a soției sale Eugenia Sachelarie Wanda. În 1922 familia s-a mutat în București. În 1940 se căsătorește cu inginerul Ion Vlad Vladimirescu. 

## Studii
Wanda Sachelarie a terminat studiile liceale la Școla Centrală de fete "Marica Brâncoveanu" din București.
A studiat între 1934 și 1938 la Academia de Arte din București, la clasa lui Jean Alexandru Steriadi, și la atelierul de gravură al lui Simion Iucă. I-a avut ca profesori pe Frederic Storck, Francisc Reiner, George Matei Cantacuzino, H. Theodoru, Alexandru Tzigara-Samurcaș. 
În 1938 a plecat să studieze la Académie de la Grande Chaumière de la Paris, la clasa lui Jean Darna.
A avut prima expoziție personală în 1947, la Sala Dalles din București.
Între 1947 și 1957 lucrările sale nu au fost primite în expoziții datorită refuzului de a adopta realismul socialist. După 1957 a putut expune din nou, atât în țară cât și în străinătate. Lucrările ei erau picturi în ulei, gravuri și picturi pe sticlă, în stilul pictorilor de icoane din Transilvania în secolele XVIII și XIX. 

## Expoziții personale- selecție
- Sala Dalles (1947), Galeria Galateea (1957), Sala Magheru (1965), Sala Orizont (1975), Muzeul de Artă al României (1977), Odensee – Danemarca (1978), Sala Dalles (1980), Moscova (1981), Muzeul de Artă al României (1986), Galeria Dialog – Primăria Sectorului 2 (2005).

## Expoziții de grup-selecție
- 1940 - 1944 ia parte la patru Saloane Oficiale de pictură
- 1932 - 1943 participă la douăsprezece Saloane Oficiale de grafică

## Premii
- 1940 Premiul Anastase Simu,
- 1945 Premiul pentru pictură acordat de municipalitatea București,
- 1969 Premiul I pentru pictură al Uniunii Artiștilor Plastici,
- 1987 Premiul special pentru pictură al Uniunii Artiștilor Plastici
- 1940 Premiul Fundației Anastase Simu pentru pictură,
- 1945 Premiul Municipiului București pentru pictură,
- 1981 Premiul Criticii oferit de Uniunii Artiștilor Plastici
- 1995 Premiul Margareta Sterian
- 1997 Premiul UNESCO, pentru Artă
- Premiul Ion Andreescu al Academiei Române,
- 2004 Meritul Cultural în grad de Comandor;
- 1992 Femeia Anului 1993, Desemnată de The International Biographical Center of Cambridge, Anglia

## Lucrări în muzee
- Muzeul Național de Artă din București
- Muzeul de Artă din Brăila
- Muzeul de Artă din Constanța
- Muzeul de Artă din Medgidia
- Muzeul Național de Artă din Moscova

## Aprecieri
- Maria Magdalena Crișan - «Wanda Sachelarie Vladimirescu face parte din categoria artiștilor a căror forță de expresie și energie clocotitoare provin din subconștientul personalității sale ».

- Andrei Pleșu - Pictorița Wanda Sachelarie Vladimirescu a fost  „un artist armonios și vital, un spirit alert și penetrant, care a avut capacitatea - rară - de a vindeca tot ce a fost atins de boala cenușie a rutinei».